# Thông Sơn
Thông Sơn (chữ Hán giản thể: 通山县) là một huyện thuộc địa cấp thị Hàm Ninh, tỉnh Hồ Bắc, Cộng hòa Nhân dân Trung Hoa. Huyện này có diện tích 2594 ki-lô-mét vuông, dân số 420.000 người. Mã số bưu chính là 437600. Huyện này có khu bảo tồn tự nhiên quốc gia Cửu Cung Sơn, là địa điểm du lịch nổi tiếng. Cuối thời nhà Minh, Lý Tự Thành chỉ huy quân khởi nghĩa và qua đời ở Cửu Cung Sơn. Về mặt hành chính, huyện này được chia thành 8 trấn, 4 hương.
- Trấn: Thông Dương, Nam Lâm Kiều, Hoàng Sa Phố, Hạ Phố, Sấm Vương, Hồng Cảng, Đại Phán, Cửu Cung Sơn.
- Hương: Đại Lộ, Dương Phương Lâm, Từ Khẩu, Yên Hạ.